# 塘子站
塘子站是位于云南省昆明市寻甸回族彝族自治县塘子镇的一个铁路车站，邮政编码655203。车站建于1959年，有东川铁路经过该站，现仅办理货运，不办理客运业务，车站及其上下行区间均已电气化。车站距离贵阳站549公里，隶属昆明铁路局，是四等站。